# Featherston
Featherston is een plaats in de regio Wellington op het Noordereiland van Nieuw-Zeeland. Featherston ligt ongeveer 25 kilometer ten oosten van Upper Hutt.
Featherston kreeg wereldwijde bekendheid toen er in 1943, in het oorlogskamp, 48 Japanse krijgsgevangenen werden neergeschoten door bewakers die zich aangevallen voelden door de gevangenen.
Featherston heeft sinds 1975 een zusterstad in België: Mesen.